# Vague terroriste en Israël (2022)
La vague terroriste de 2022 (hébreu : גל הטרור 2022 Gal hateror 2022) fait référence à une suite d’attentats terroristes menés par des Israéliens arabes et des Palestiniens sur le territoire de l’état d’Israël de mars à mai 2022. Comme la crise israélo-palestinienne de 2021, elle survient sur fond d’effervescence religieuse et nationaliste musulmanes au cours du mois de Ramadan. 

## Déroulement
Selon des sources israéliennes, 66 attaques terroristes ont été déjouées de la mi-mars au 6 mai 2022 et plus de 500 individus soupçonnés d'activités terroristes ont été arrêtés
Début mai, sur le Mont du temple, les affrontements se poursuivent, entretenus par les rumeurs fausses mais efficaces de la rupture du « statu quo » par l’État hébreu. L'attaque du 5 mai 2022 intervient le jour de la célébration de la fête de l'indépendance israélienne et quand le gouvernement israélien a rouvert jeudi aux juifs le site du mont du Temple malgré des appels de responsables palestiniens, ce qui constitue « une déclaration officielle israélienne de guerre de religion qui enflammera toute la région », selon le ministère palestinien des Affaires étrangères. Dès l’annonce de l’attentat condamné par Mahmoud Abbas mais loué par le Fatah, Yahya Sinwar, le dirigeant du Hamas à Gaza, lance : « Que chacun prépare chez lui son fusil ! Et s’il n’en a pas, qu’il prépare sa hache ou son couteau ! » .
Le jeudi 5 mai 2022, une attaque à El'ad porte à 18 le nombre de personnes tuées depuis le 22 mars . Deux suspects sont arrêtés après une vaste chasse à l'homme. 
Le 11 mai, la mort par balle à Jénine de la journaliste Shireen Abu Akleh, alors qu'elle couvrait une opération israélienne, déclenche une violente polémique entre responsables palestiniens et israéliens ; le 5 septembre, l’armée israélienne reconnaît “une forte possibilité” d’avoir tué “accidentellement” la journaliste en se méprenant sur son identité.